# Nakabayashi Gochiku
Nakabayashi Gochiku (japonès: 中林梧竹)  (Feu d'Ogi, 14 de maig de 1827 - 4 d'agost de 1913) va ser un important cal·lígraf japonès, i era un dels tres grans cal·lígrafs del període Meiji.

## Biografia
Neix el 14 de maig de 1827 al Feu d'Ogi, a la província de Hizen. De jove estudia amb Kusaba Peichuan. Als 19 anys, el seu senyor feudal li ordena que estudiï a Edo, on va estudiar cal·ligrafia amb Kōsetsu Yamauchi i Beian Ichikawa.
El 1877, Yu Yuanmei (director del Consell de la Dinastia Qing a Nagasaki), li proporciona un llibre de cal·ligrafia xinesa, i comença la seva investigació de la cal·ligrafia de les Sis Dinasties. El 1882 viatja a la Xina amb Yu Yuanmei, i es dedicà a col·leccionar i estudiar monumentsantics amb el mestre de Yu Yuanmei, Pan Cun. Torna al Japó el 1884, i el 1891, ensenya a l'emperador Meiji una col·lecció de 17 volums de Cal·ligrafia de Wang Xhizi.
A mitjans dels seus 80 anys, comença a escriure " Gochikudo Showa ", una col·lecció que serviria com a culminació de la seva carrera de cal·ligrafia .
Va morir el 1913 (Taisho 2) a l'edat de 87 anys.